# Pinus arizonica var. cooperi
Variété
Synonymes
- Pinus cooperi C.E.Blanco, 1949[1]
- Pinus arizonica subsp. cooperi (C.E.Blanco) Silba, 2009[2]

Pinus arizonica var. cooperi (synonyme : Pinus cooperi) est une variété de conifères de la famille des Pinaceae.

## Répartition

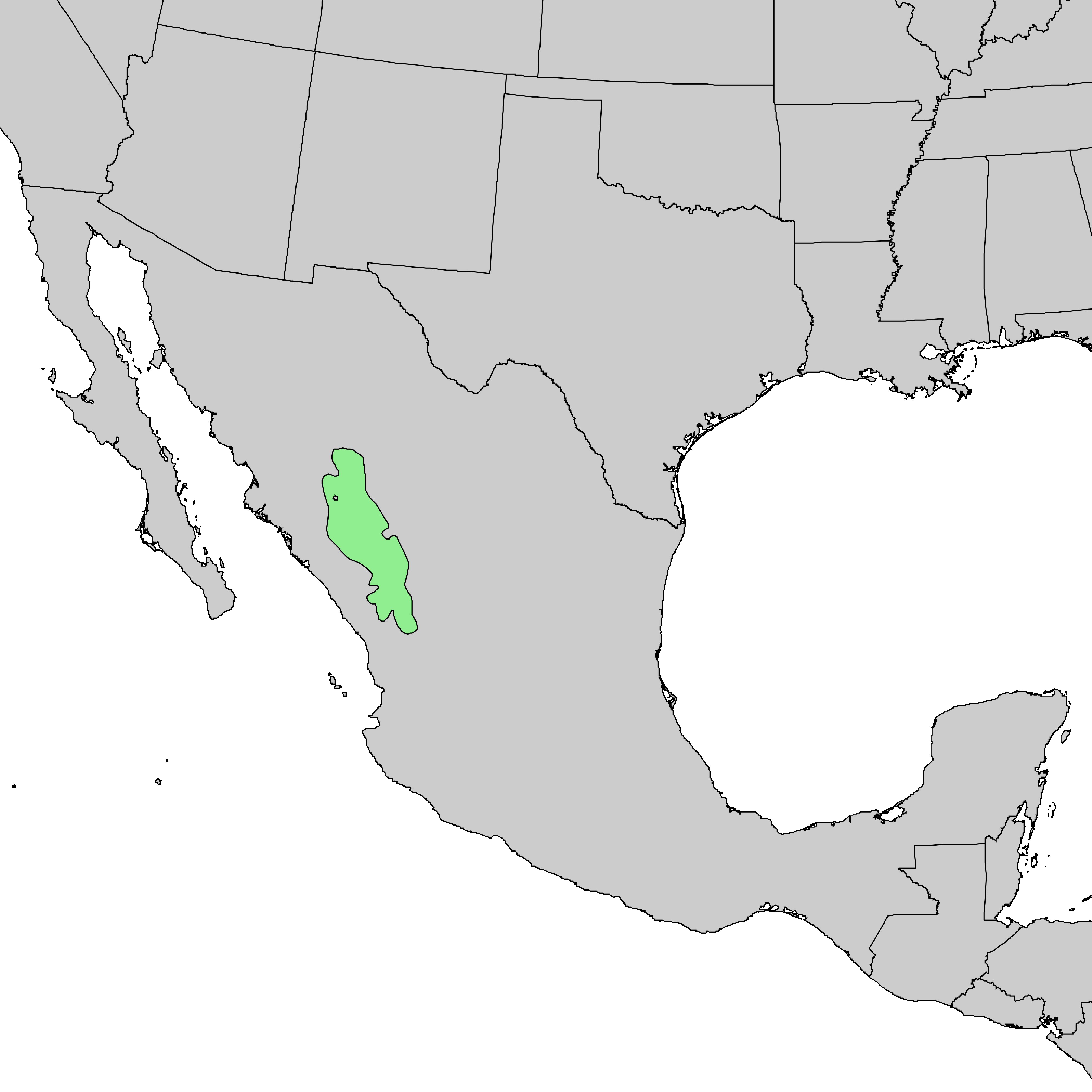
Carte de répartition de Pinus arizonica var. cooperii.

Pinus arizonica var. cooperii se trouve au Mexique.

### Pinus arizonicavar.cooperi
- (en) Catalogue of Life : Pinus arizonica cooperi (C. E. Blanco) Farjon (consulté le 8 août 2014)
- (en) GRIN : espèce Pinus arizonica  var. cooperi (C. E. Blanco) Farjon (consulté le 8 août 2014)
- (en) NCBI : Pinus arizonica var. cooperi (taxons inclus) (consulté le 8 août 2014)
- (en) The Plant List : Pinus arizonica var. cooperi C. E. Blanco) Farjon  (source : KewGarden WCSP) (consulté le 8 août 2014)
- (en) Tropicos : Pinus cooperi var. cooperi (C.E. Blanco) Farjon  (+ liste sous-taxons) (consulté le 8 août 2014)

### Pinus arizonicasubsp.cooperi
- (en) World Checklist of Selected Plant Families (WCSP) : Pinus arizonica cooperi  (consulté le 8 août 2014)
- (en) The Plant List : Pinus arizonica subsp. cooperi (C.E.Blanco) Silba  (source : KewGarden WCSP) (consulté le 8 août 2014)

### Pinus cooperi
- (en) Catalogue of Life : Pinus cooperi C. E. Blanco Non Valide (consulté le 8 août 2014)
- (en) GRIN : espèce Pinus cooperi  C. E. Blanco (Nom accepté: Pinus arizonica  var. cooperi (C. E. Blanco) Farjon) (consulté le 8 août 2014)
- (en) World Checklist of Selected Plant Families (WCSP) : Pinus cooperi  C.E.Blanco (1950) (Nom accepté: Pinus arizonica var. ornelasii  (Martínez))  Non Valide (consulté le 8 août 2014)
- (en) World Checklist of Selected Plant Families (WCSP) : Pinus arizonica var. ornelasii  (Martínez)  (consulté le 8 août 2014)
- (en) The Plant List : Pinus cooperi C.E.Blanco (Nom accepté: Pinus arizonica subsp. cooperi (C.E.Blanco) Silba) Non valide  (source : KewGarden WCSP) (consulté le 8 août 2014)
- (en) Tree of Life Web Project : Pinus cooperi (consulté le 8 août 2014)
- (en) Tropicos : Pinus cooperi C.E. Blanco (Syn. Pinus arizonica var. cooperi  (C.E. Blanco) Farjon)  (+ liste sous-taxons) (consulté le 8 août 2014)